# Ford Strikers Riot

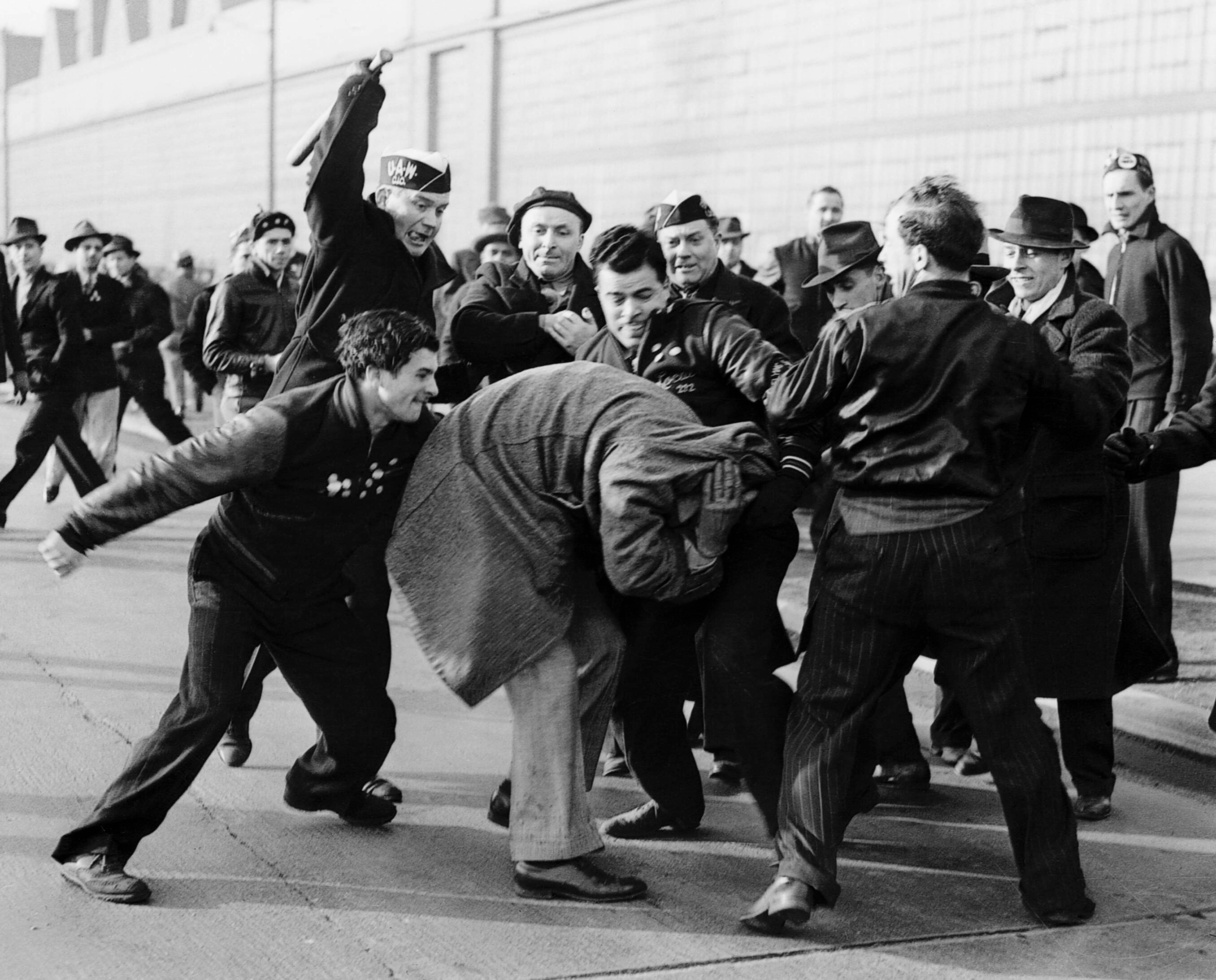
Photographie lauréate du prix Pulitzer, Ford Strikers Riot le 3 avril 1941.

Ford Strikers Riot est une photographie de 1941 qui montre un briseur de grève se faisant battre par des travailleurs de l'United Auto Workers. Le photographe Milton Brooks a capturé l'image et a remporté le premier prix Pulitzer de photographie en 1942.

## Contexte
L'image a été prise à Dearborn, Michigan, à l' usine Rouge de la Ford Motor Company lors d'une grève des travailleurs le 3 avril 1941. L'image a été capturée par un photographe du Detroit News, Milton Brooks. Un piquetage pacifique devant la Ford Motor Company a été interrompu lorsqu'un seul homme s'est affronté avec les hommes du syndicat qui faisaient le piquetage. L'homme a ignoré les conseils de la police de l'État du Michigan et a traversé les piquets de grève. Brooks attendait avec d'autres photojournalistes devant les portes de l'usine Ford. Brooks a décrit ce qui s'est passé : « J'ai vu un homme se battre avec certains piquets de grève. » Brooks n'a pris qu'une seule photo et a déclaré : « J'ai pris la photo rapidement, j'ai caché l'appareil photo... je me suis plongé dans la foule... beaucoup de gens auraient aimé détruire cette image. »

## Description
L'image montre un briseur de grève battu par les grévistes de l'United Auto Workers. La photo montre un homme avec son manteau tiré sur la tête, il est entouré de huit hommes qui l'agressent physiquement, dont un avec un gourdin. Après la prise de la photo, l'homme saignait et était étourdi et a dû être transporté à l'hôpital de la Ford Motor Company.

## Réception
L'image a remporté le premier prix Pulitzer de photographie en 1942. Les membres du jury Pulitzer étaient Herbert Brucker, Richard F. Crandell et Roscoe B. Ellard. Il y a eu 109 candidatures dans la nouvelle catégorie photographie. Le jury Pulitzer a sélectionné 11 finalistes et, après délibération, a sélectionné Ford Strikers Riot comme vainqueur. Le jury Pulitzer a déclaré qu'il s'agissait d'un « tableau brutal, qui résume une grande partie de l'histoire ouvrière de 1941 ». Le prix était accompagné d'un prix de 500 $ USD (soit 8 955 $ en dollars 2022).
Dans le livre Eyes on Labor de Carol Quirke de 2012, elle déclare que la photographie joue un rôle partisan tant pour les employeurs que pour les employés. Elle déclare que l’image était une représentation de la lutte en Amérique entre le capital et le travail. Le Los Angeles Times qualifie la photographie de « photo dramatique d'un gang en action ».